# Chinese Taipei Open 1988
Die Chinese Taipei Open 1988 im Badminton fanden Ende Januar 1988 in Taipeh statt. Es war die 9. Auflage dieser internationalen Meisterschaften von Taiwan im Badminton. Mit einem Preisgeld von 60.000 US-Dollar wurde das Turnier in Kategorie 3 der Grand-Prix-Wertung eingestuft.

## Finalergebnisse
| Disziplin    | Sieger                                 | Finalist                              | Ergebnis           |
| ------------ | -------------------------------------- | ------------------------------------- | ------------------ |
| Herreneinzel | Icuk Sugiarto                          | Lius Pongoh                           | 15-8, 15-11        |
| Dameneinzel  | Kirsten Larsen                         | Pernille Nedergaard                   | 11-3, 6-11, 11-7   |
| Herrendoppel | Sawei Chanseorasmee Sakrapee Thongsari | Pär-Gunnar Jönsson Jan-Eric Antonsson | 11-15, 15-9, 15-11 |
| Damendoppel  | Christine Magnusson Maria Bengtsson    | Gillian Clark Gillian Gowers          | 6-15, 15-6, 15-6   |
| Mixed        | Andy Goode Gillian Gowers              | Jan-Eric Antonsson Maria Bengtsson    | 15-7, 12-15, 15-13 |